# Canudema socotrae
Canudema socotrae är en skalbaggsart som beskrevs av Marc Lacroix 1994. Canudema socotrae ingår i släktet Canudema och familjen Melolonthidae. Inga underarter finns listade.